# Lonchopria porteri
Lonchopria porteri is een vliesvleugelig insect uit de familie Colletidae. De wetenschappelijke naam van de soort is voor het eerst geldig gepubliceerd in 1937 door Ruiz.